# کارملا سوپرانو
کارملا سوپرانو (انگلیسی: Carmela Soprano) یک شخصیت خیالی در سریال تلویزیونی خانواده سوپرانو محصول شبکه اچ‌بی‌او است. این شخصیت توسط ادی فالکو به تصویر کشیده شده است. او در سریال نقش همسر تونی سوپرانو از روسای مافیای نیوجرسی را بر عهده دارد. او به دلیل قدرت، هوش و احساسات متناقض در مورد ازدواج و سبک زندگی‌اش شناخته شده است. بازی ادی فالکو در نقش کارملا مورد تحسین جهانی قرار گرفت. او در سال‌های ۱۹۹۹، ۲۰۰۱ و ۲۰۰۳ برنده سه جایزه امی ساعات پربیننده برای بهترین بازیگر نقش اول زن در مجموعه تلویزیونی درام شد و مجموعاً شش نامزدی برای بازی در این سریال دریافت کرد. فالکو همچنین برنده دو جایزه گلدن گلوب و سه جایزه انجمن بازیگران سینما شده است.

## زندگینامه شخصیت
کارملا معشوقه دوران دبیرستان تونی سوپرانو بود و این زوج در سن جوانی ازدواج کردند. آنها با هم دو فرزند دارند: میدو سوپرانو و انتونی جونیور. گفته می‌شود آنها ۱۸ سال است که ازدواج کرده‌اند، این نشان می‌دهد که آنها در حدود سال‌های ۱۹۸۱ یا ۱۹۸۲ ازدواج کرده‌اند. کارملا زن خانه‌دار خانواده سوپرانو است و تلاش می‌کند تا ظاهری از مشروعیت برای خانواده‌اش ایجاد کند، گرچه حتی اگر به خوبی می‌داند که ثروت آنها بر پایه پول خون ساخته شده است. تونی آنقدر به کارملا اعتماد دارد که تا حد زیادی در مورد برخی از معاملات مافیایی خود، به ویژه تلاش سوقصد ناموفق به جان او و مرگ ریچی آپریل، به او اعتماد کند. کارملا یک پیرو کلیسای کاتولیک رم است و در توجیه حرفه شوهرش و ایرادات ازدواجشان مشکلاتی دارد. تونی و کارملا اغلب پس از اینکه تونی هدایای گرانقیمتی به او می‌دهد آشتی می‌کنند، به ویژه جواهرات، لباس‌های طراحان معروف، خز، ماشین، و زمینی به ارزش ۶۰۰۰۰۰ دلار که می‌خواهد یک خانه خاص روی آن بسازد.
او از فرزندانش در مقابل تونی دفاع می‌کند مخصوصاً وقتی آنها کار اشتباهی انجام می‌دهند. او نشان داده است که مایل است از موقعیت اوباش-همسرش برای ارعاب دیگران استفاده کند، همان‌طور که در اپیزود «ژاکت چرمی» این کار را انجام می‌دهد. در این اپیزود، او آشکارا خواهر همسایه‌اش جورج‌تاون را مرعوب می‌کند تا یک توصیه نامه برای میدو به جورج‌تاون بنویسد، به این امید که میدو به دانشگاه کالیفرنیا برکلی نرود، بلکه نزدیک‌تر به خانه بماند. او نامه داشنگاه برکلی به میدو را دور می‌اندازد اما بعداً در یک لحظه احساس گناه آن را از سطل زباله بیرون می‌آورد. در حالی که او به دستاوردها و جاه طلبی‌های میدو بسیار افتخار می‌کند، کارملا همچنین به خاطر دستیابی به استقلال و موفقیتی که همیشه خودش می‌خواست، نسبت به دخترش حسادت و رنجش دارد. او دائماً از مشکلات و بی‌تحرکی ای‌جی نگران است، با این حال تمایل دارد او را لوس کند و تمایلی به اعمال محدودیت واقعی بر او ندارد. او با حرفه شوهرش مشکل دارد و او را بیشتر شخصیتی شبیه به رابین هود و فقط یک «کلاهبردار» می‌داند تا یک قاتل بی‌رحم. در صحنه پایانی سریال، او با تونی در یک غذاخوری برای یک وعده غذایی خانوادگی ملاقات می‌کند.

## جوایز و افتخارات
ادی فالکو بابت نقش‌آفرینی درخشان خود در سال‌های ۱۹۹۹، ۲۰۰۱ و ۲۰۰۳ سه بار برنده جایزه امی ساعات پربیننده برای بهترین بازیگر نقش اول زن در مجموعه تلویزیونی درام شد و مجموعاً شش نامزدی برای بازی در این سریال دریافت کرده است. فالکو همچنین برنده دو جایزه گلدن گلوب و سه جایزه انجمن بازیگران سینما شده است.